# Boies Penrose

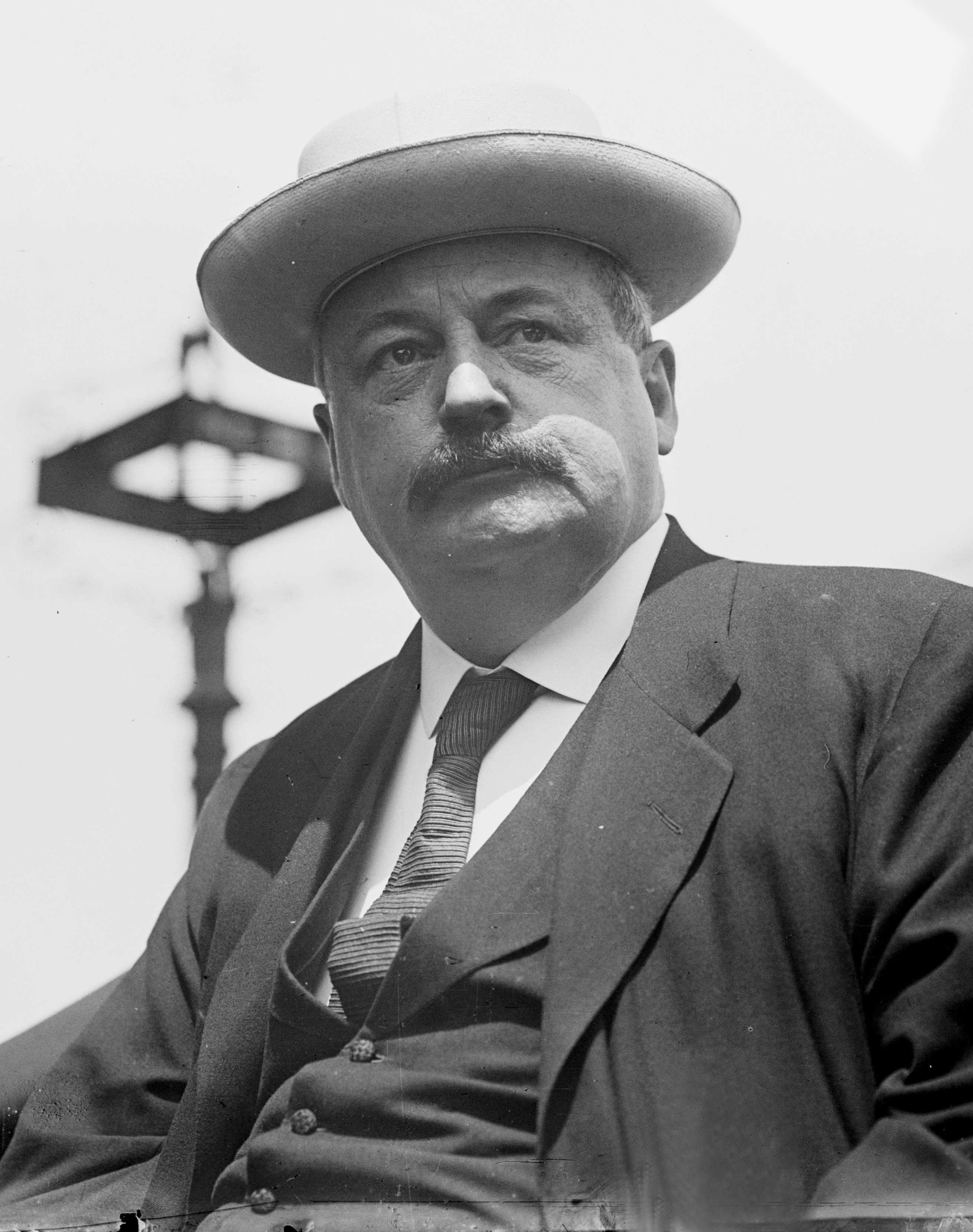
Boies Penrose

Boies Penrose (* 1. November 1860 in Philadelphia, Pennsylvania; † 31. Dezember 1921 in Washington, D.C.) war ein US-amerikanischer Politiker der Republikanischen Partei, der den Bundesstaat Pennsylvania im US-Senat vertrat.

## Leben
Penrose entstammte einer angesehenen Familie Philadelphias; sein Bruder Spencer erlangte später Bekanntheit, als er das Broadmoor Hotel in Colorado Springs erbaute.
Nach seinem Abschluss an der Harvard University 1881 wurde er 1883 in die Anwaltskammer von Pennsylvania aufgenommen.

## Politik
Als Penroses Interesse an der Politik erwachte, arbeitete er zunächst für Matthew Quay, den führenden Kopf der Republikaner in Pennsylvania. 1884 wurde er in das Repräsentantenhaus von Pennsylvania gewählt; 1886 wechselte er in den Staatssenat, dessen Präsident pro tempore er von 1889 bis 1891 war.
Sein Mandat als Staatssenator legte er 1897 nieder, um das Amt eines US-Senators für Pennsylvania zu übernehmen, das er bis zu seinem Tod innehatte. Im Senat gehörte er zu den wichtigsten Mitgliedern des Finanzausschusses und machte sich für hohe Schutzzölle stark.
1904 wurde er nach Matthew Quays Tod zum Vorsitzenden der Republikaner in Pennsylvania gewählt. Vier Jahre später wurde er in diesem Amt bestätigt.

## Sonstiges
1915 gehörte Penrose zu den Begleitern der Liberty Bell während ihrer Rückreise durch die Vereinigten Staaten nach Philadelphia, nachdem sie auf der Weltausstellung in San Francisco präsentiert worden war. Er begleitete die Glocke auf dem Weg von New Orleans nach Philadelphia.
Penrose war ein begeisterter Bergsteiger und Jäger. Zwei Berge in Montana und British Columbia, die er bestieg, wurden nach ihm benannt. Für seine Jagdausflüge benötigte er als großgewachsener und schwergewichtiger Mann ein besonderes Pferd, auf das auch sein spezieller Sattel passte. Dieses ebenfalls sehr große Pferd mit Namen Senator erhielt nach Penroses Tod sein Gnadenbrot auf einer Weide, da es für andere Reiter nicht zu gebrauchen war. Kein Standardsattel hätte auf das Tier gepasst.